# Фалтичени
Фалтичени (рум. Fălticeni) град је у у северном делу Румуније, у историјској покрајини Молдавија. Фалтичени је други по важности град у округу Сучава.
Фалтичени према последњем попису из 2002. има 28.899 становника.
Фалтичени по томе да је Румунији дао неколико врсних уметника и писаца.

## Географија
Град Фалтичени налази се на граници између две историјске покрајине, Молдавије и Буковине, око 120 km западно до Јашија.
Фалтичени се налази у крајње источном горју Карпата, у брдском делу државе. Град не излази на реку, али се близу налази језеро Сомуз.

## Становништво
У односу на попис из 2002., број становника на попису из 2011. се смањио.
| 1966.  | 1977.  | 1992.  | 2002.  | 2011.  |
| ------ | ------ | ------ | ------ | ------ |
| 17.839 | 20.656 | 32.807 | 29.787 | 25.723 |

Румуни чине већину становништва Фалтиченија, а од мањина присутни су само Роми. Пре Другог светског рата Јевреји су чинили значајан део градског становништва.